# Aetana
Aetana is een geslacht van spinnen uit de familie trilspinnen (Pholcidae).

## Soorten
Het geslacht kent de volgende soorten:
- Aetana fiji Huber, 2005
- Aetana kinabalu Huber, 2005
- Aetana omayan Huber, 2005